# Harry King Goode
Harry King Goode (Handsworth, 22 ottobre 1891 – Carnlough, 21 agosto 1942) è stato un aviatore britannico.
Il Group Captain Harry King Goode (Distinguished Service Order, Distinguished Flying Cross (Regno Unito) ed Air Force Cross (Regno Unito)) era un ufficiale inglese della Royal Air Force. Durante la prima guerra mondiale fu un Asso dell'aviazione accreditato con 15 vittorie sul fronte italiano. Rimase nel servizio della RAF fino al suo ritiro nel 1941.

## Biografia
Nacque come Harry King, a Handsworth, a nord-ovest di Birmingham, nello Staffordshire, figlio di Florence Annie King, un sarto da donna, ma fu adottato da Thomas e Margaret Goode di Ryton, Bulkington, nel Nuneaton and Bedworth nel Warwickshire. Ha frequentato una scuola locale e nel 1907 gli è stata offerta una Borsa di studio dall'ente locale per l'istruzione, a condizione di lavorare da insegnante per almeno un anno al termine dei suoi studi. Entrò a far parte della King Edward VI Free Grammar School di Nuneaton il 16 settembre 1907 e nel 1912 ottenne una laurea con lode a Cambridge. Tuttavia, dopo aver trascorso del tempo come insegnante per studenti a Nuneaton e Rugby, decise di non intraprendere la carriera di insegnante e preferì assumere un posto di lavoro presso la Alfred Herbert per la produzione di macchine utensili.

## Nell'aviazione
Goode si unì all'esercito subito dopo lo scoppio della prima guerra mondiale, arruolandosi nei Royal Engineers l'8 settembre 1914. Ha prestato servizio in Francia per due anni, dal luglio 1915 al luglio 1917, principalmente come motociclista ed ha anche ottenuto la promozione a caporale. Verso la fine del 1917 si trasferì al Royal Flying Corps, iniziando il suo addestramento di volo presso la No. 2 School of Military Aeronautics ad Oxford il 21 settembre come cadetto e fu nominato sottotenente in prova l'8 novembre. Alla fine di novembre è stato assegnato al No. 5 Training Squadron al Castle Bromwich nel North Warwickshire e nel gennaio 1918 al No. 63 Training Squadron alla RAF Joyce Green, vicino a Dartford, nel Kent, per addestramento avanzato al volo.
Goode è stato confermato nel suo grado di sottotenente l'8 aprile, poco più di una settimana dopo che il Royal Flying Corps (RFC) dell'esercito e il Royal Naval Air Service (RNAS) erano stati fusi per formare la Royal Air Force. All'inizio di maggio è stato inviato alla No. 2 School of Aerial Fighting and Gunnery a Marske, vicino a Richmond (North Yorkshire), per completare la sua formazione.
Il 27 maggio Goode arriva alla Sezione "C" del No. 66 Squadron RAF, sui Sopwith Camel sul Fronte Italiano, eseguendo la sua prima pattuglia da caccia il 30. Il 25 giugno ottenne la sua prima vittoria; un Albatros C abbattuto a sud di Asiago, poi il 18 luglio un Albatros D.III sopra Cesuna. Il 1º agosto ha abbattuto un Roland C, che si è schiantato nei pressi di Giustina, e il 5 agosto ha rivendicato il suo primo Pallone frenato, che è andato in fiamme a sud-est di Oderzo. Il 9 agosto abbatté un Hansa-Brandenburg C a nord di Motta e l'11 reclamò un Albatros D.III su Valpegara. Il 22 agosto ha abbattuto un altro D.III in fiamme su Conegliano.
Dopo un mese di ferie in Inghilterra, Goode è tornato in servizio attivo alla fine di settembre ed ha abbattuto un LVG C a nord-est di Conegliano il 29. L'8 ottobre ha abbattuto un Roland C a sud ovest di Vado, la sua ultima vittoria contro un aereo nemico, poiché tutte le sue vittorie rimanenti erano contro i palloni. Il 22 ottobre Goode e il capitano Harold Hindle-James attaccarono un pallone a sud-ovest del Vazzolo, che esplose in fiamme. Goode ha ricevuto la Distinguished Flying Cross (Regno Unito) in seguito a questa azione, che è stata pubblicata sulla Gazzetta il 3 dicembre.
Goode ha distrutto un altro pallone il 27 ottobre e due il 28 ed è stato nominato acting-captain lo stesso giorno. Il 29 ottobre ha preso parte ad un bombardamento mattutino contro una posizione di artiglieria, poi ha bombardato l'aerodromo di Stradatta, distrutto un altro pallone a terra e compiuto ulteriori attacchi alle truppe di terra. Alle 10:00 ha preso parte ad un attacco su un treno nei pressi di Pianzano. Alla sua terza pattuglia del giorno, Goode prese parte ad un attacco alle truppe nemiche spostandosi verso est sulla strada Vittorio-Cordignano, e poi sull'aerodromo di San Giacomo, mitragliando gli aerei parcheggiati e gli hangar, prima di attaccare i trasporti di cavalli ed altri bersagli.
Goode è tornato a San Giacomo nel corso della giornata per effettuare ulteriori attacchi a basso quota. Per le sue azioni in questo giorno gli fu conferito il Distinguished Service Order il 5 novembre 1918, che fu pubblicato in gazzetta l'8 febbraio 1919. Il 30 ottobre, Goode, sorvolò l'aerodromo di San Giacomo, che era stato distrutto dal nemico ed evacuato. Più tardi nel giorno bombarda un gruppo di trasporti di cavalli e fucili sulla strada Fontanafredda-Sacile prima di atterrare a San Giacomo per ispezionare i resti. Goode è stato leggermente ferito in faccia il 1º novembre, ma ha continuato il suo attacco. Nei giorni seguenti, Goode fece numerose pattugliamenti al giorno mentre gli austriaci si ritiravano in disordine. Finalmente, il 4 novembre l'Armistizio di Villa Giusti pose fine alla guerra tra Italia e Austria.
Lo Squadron n. 66 rimase in Italia per altri quattro mesi, fino al suo ritorno in Inghilterra nel febbraio del 1919. Inizialmente era basato a RAF Yatesbury, vicino a Cherhill, poi a Leighterton nel Gloucestershire. Goode servì brevemente come Officer Commanding, ma il 21 aprile si schiantò contro un Avro 504 a Leighterton. Il suo osservatore morì e Goode si procurò un polso rotto. Questo sarebbe stato l'ultimo volo di Goode con lo Squadron n. 66, con il quale aveva effettuato 177 voli, 134 dei quali operativi, per un totale di quasi 325 ore di volo. È stato accreditato con otto aerei nemici e sette palloni (più di ogni altro pilota RAF sul fronte italiano), per un totale di quindici vittorie aeree. Lo squadron n. 66 è stato finalmente sciolto il 25 ottobre.

## Il dopoguerra
Goode rimase in servizio presso la RAF dopo la fine della guerra e ricevette una commissione permanente come tenente il 1º agosto 1919. Fu assegnato al Deposito di aerei, in India, il 29 luglio 1923, tornando all'Home Establishment il 15 febbraio 1924. È stato assegnato alla No. 1 School of Technical Training RAF, con sede a RAF Halton, 2 miglia a nord di Wendover, il 7 maggio 1924, trasferito alla scuola di addestramento di volo n. 2 presso RAF Digby, 18,7 km a sud-est di Lincoln (Regno Unito), l'8 settembre. Il 16 gennaio 1925 Goode fu nuovamente inviato oltreoceano, per prestare servizio alla No. 4 Flying Training School in Egitto, poi prestò servizio nell'Aden Flight dal 19 novembre. Fu promosso Flight lieutenant il 1º luglio 1926.
Nel 1927 Goode prestò servizio nel No. 45 Squadron RAF in Egitto, quando incontrò Ena Marshall Scales, un'insegnante di Bosham del Chichester (distretto), Hampshire, che era in viaggio per le piramidi di Giza. Si sposarono a Bosham il 2 febbraio 1930. Il loro unico figlio nacque nel novembre 1930, ma morì dopo due settimane.
Il 29 dicembre 1929 Goode fu assegnato al quartier generale della stazione presso la RAF North Weald, nell'Epping Forest (distretto) ed il 9 luglio 1931 al No. 502 Squadron RAF (Ulster) con sede a RAF Aldergrove, 7,1 km a sud di Antrim (Regno Unito), nell'Irlanda del Nord. Il No. 502 era uno "squadrone dei cadre" che era composto da due Sezioni; una di ufficiali regolari, l'altra di personale civile della "riserva speciale" part-time. Lo squadron fungeva da unità di bombardamento notturno ed ogni volo era equipaggiato con quattro bombardieri pesanti Vickers Virginia ed un Avro 621 Tutor per l'addestramento al volo. Goode fu inviato al quartier generale della stazione, RAF Hendon, 11,3 km a nord-ovest da Charing Cross, il 21 novembre 1934.
Fu promosso a caposquadriglia il 1º dicembre 1935, prendendo il comando del No. 24 Squadron RAF, che fornì il trasporto aereo VIP. Goode fu promosso wing commander il 1º novembre 1938, e fu insignito dell'Air Force Cross (Regno Unito) il 2 gennaio 1939. Nell'aprile 1939 ha volato con il generale John Gort, Chief of the Imperial General Staff in un giro di ispezione della Linea Maginot.

## Seconda guerra mondiale
Il 1º marzo 1941 Goode fu promosso group captain, e comandò la No. 60 Operational Training Unit dalla fine di aprile. Dopo aver esteso due volte il suo periodo di servizio Goode alla fine si dimise dalla suo incarico il 15 dicembre 1941 e si unì all'Air Accidents Investigation Branch dell'Air Ministry.
Goode muore il 21 agosto 1942, mentre volava come passeggero a bordo di un B-24 Liberator III. Il velivolo del No. 120 Squadron RAF era decollato da RAF Nutts Corner, vicino al Lough Neagh, nell'Irlanda del Nord, su un volo di prova nella nebbia pesante e successivamente si schiantò contro una collina, il Big Trosk Mountain, vicino a Carnlough, nella Contea di Antrim. È sepolto nel cimitero di Tamlaght Finlagan, a Ballykelly, vicino a Derry nella Contea di Londonderry.